# Lardeau Creek
Lardeau Creek är ett vattendrag i Kanada.   Det ligger i provinsen British Columbia, i den södra delen av landet, 3 100 km väster om huvudstaden Ottawa. Lardeau Creek ligger vid sjön Trout Lake.
I omgivningarna runt Lardeau Creek växer i huvudsak barrskog. Trakten runt Lardeau Creek är nära nog obefolkad, med mindre än två invånare per kvadratkilometer.